# Smilla Vallotto
Smilla Vallotto, née le 23 mars 2004 à Genève, est une footballeuse internationale suisse. Elle évolue au poste de milieu de terrain au VfL Wolfsburg.

## Biographie
Smilla Vallotto naît le 23 mars 2004 à Genève, ville qu'elle quitte à l'âge de quatre ans, et grandit à Stavanger en Norvège, pays de sa mère. Son père est suisse et italien. Elle a deux frères aînés et un frère jumeau.
Elle possède les nationalités suisse, norvégienne et italienne.

## Carrière

### En club
Smilla Vallotto entre dans le mouvement jeunesse du Viking Stavanger à l'âge de 12 ans. À 16 ans, elle déménage à Oslo pour intégrer l'académie du Stabæk Fotball Kvinner. Elle joue son premier match en Toppserien en 2021.
Elle est transférée au Hammarby IF à l'été 2023.
Elle est transférée à l'été 2025 au VfL Wolfsburg.

### En sélection
Smilla Vallotto joue pour la sélection norvégienne des moins de 16 ans puis pour l'équipe de Suisse des moins de 19 ans à partir de 2021.
Elle est appelée pour la première fois en équipe de Suisse A en février 2023 puis doit participer en juin 2023 au camp de préparation pour la coupe du monde 2023 mais n'est pas libérée par son club,. Elle joue pour la première fois pour la Suisse le 22 septembre 2023 face à l'Italie.
Elle est sélectionnée par Pia Sundhage pour l'Euro 2025.